# Plagiolepis pontii
Plagiolepis pontii é uma espécie de formiga do gênero Plagiolepis, pertencente à subfamília Formicinae.